# Caroline Schelling
Caroline Schelling, nascida Dorothea Caroline Albertine Michaelis, viúva Böhmer, divorciada de Schlegel (2 de setembro de 1763 em Göttingen – 7 de setembro de 1809 em Maulbronn), foi um escritora e tradutora alemã. Pertenceu ao grupo das filhas dos professores de Göttingen conhecidas como Universitätsmamsellen ("donzelas universitárias") e é considerada a musa de vários poetas e pensadores românticos.

## Vida

### Goettingen

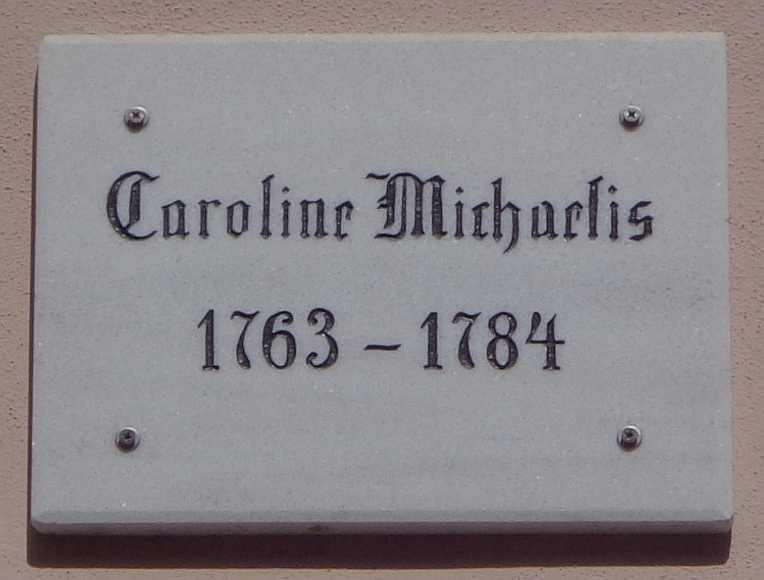
Placa memorial de Göttingen em Michaelishaus na Prinzenstrasse 21

Caroline Schelling nasceu Dorothea Caroline Albertine Michaelis em Göttingen. Como filha do professor Johann David Michaelis (1717–1791), que tinha foco em teologia e estudos orientais, ela foi amiga de famílias acadêmicas de lá e de Therese Heyne e seu marido, Georg Forster.

### Clausthal

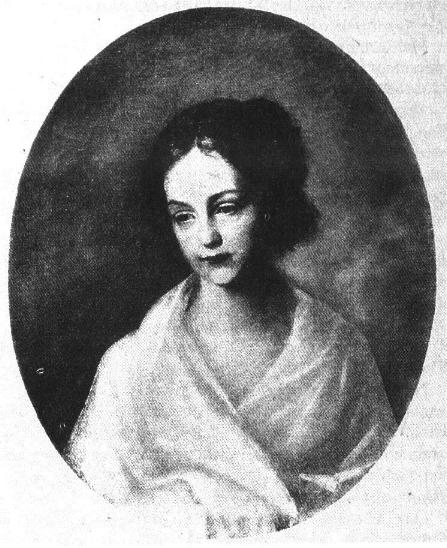
Auguste Böhmer

Em 15 de junho de 1784, ela se casou com seu amigo de infância, o oficial de Clausthal e médico de montanha (Bergarzt) Johann Franz Wilhelm Böhmer (1754-1788), filho do advogado Georg Ludwig Böhmer. No dia 28. Em abril de 1785, ela deu à luz sua primeira filha Auguste ("Gustel") Böhmer. Therese ("Röschen"), a segunda criança com Böhmer, nasceu no dia 23 de abril de 1787. A 4 de fevereiro de 1788, seu marido morreu de uma infecção a partir de um ferimento. Caroline Böhmer, grávida de novo, voltou para a casa de seus pais em Göttingen com Therese e Auguste. O terceiro filho, Wilhelm, nasceu ali em agosto de 1788 e viveu apenas algumas semanas.
Em Göttingen, ela conheceu Georg Ernst Tatter, que estava hospedado lá como companheiro de três príncipes ingleses, e se apaixonou por ele. Na primavera de 1789, ela se mudou com as filhas para morar com seu meio-irmão, Christian Friedrich "Fritz" Michaelis em Marburg, onde era professor de medicina. Em 17 de dezembro de 1789 Therese também morreu. Caroline e Auguste Böhmer voltaram para Göttingen no outono de 1789.

### Mainz

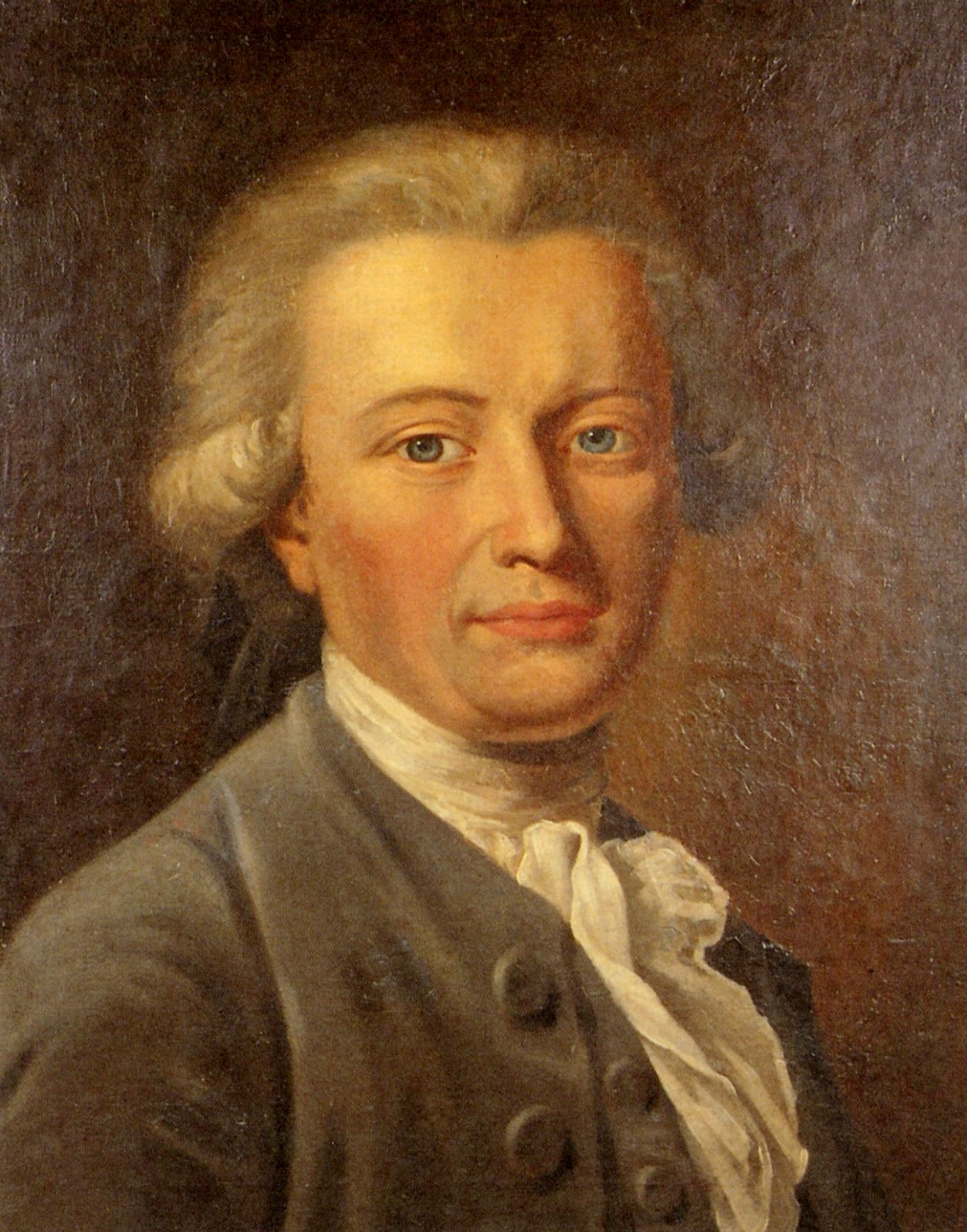
Georg Forster (por volta de 1785)

Em 1791 seu pai morreu, a mãe mudou-se para Braunschweig e a casa da família (Michaelishaus) oi vendida. Como uma "jovem viúva coquete", como ela se chamava, Caroline Böhmer mudou-se com Auguste para Mainz em março de 1792, onde ela acolheu Meta Forkel, que havia fugido de Göttingen, e teve contato frequente com Georg Forster e Therese Heyne, que havia casado desde 1785.
Em outubro de 1792, Mainz foi capturada pelas tropas revolucionárias francesas sob o comando de Custine. Caroline Böhmer não tinha feito segredo de seus sentimentos democrático-revolucionários – embora ela não pudesse se tornar uma "clubista", já que nenhuma mulher era aceita na Sociedade de Amigos da Liberdade e Igualdade. Seu cunhado Georg Wilhelm Böhmer chegou a  Mainz como secretário do General Custine francês, mas ela manteve distância dele e o criticou muito:
"Um [mero] instrumento é o meu cunhado George Böhmer, que desistiu de sua cátedra em Worms, e é isso o que o secretário de Custine é. Meu coração afundou quando vi o homem – oh céus – queres e precisas disso? Aqueles que se esforçam nessas ocasiões nunca são os melhores."
Houve relacionamentos íntimos entre Therese Forster e seu amigo da família Ludwig Ferdinand Huber, que Georg Forster aceitou. Finalmente, de acordo com seu marido, Therese Forster mudou-se com Huber para a Suíça em dezembro de 1792. Caroline Böhmer supostamente então teria tido um relacionamento com Forster.
A reação das forças alemãs contra a Revolução Francesa em geral e a República de Mainz em particular teve, após derrotas militares iniciais, por ex. a batalha em setembro de 1792 em Valmy, entretanto fez progressos. As tropas da coalizão começaram a recapturar as partes do império ocupadas pelos franceses no início de 1793. Mesmo assim, no dia 18 de março de 1793 proclamou-se a República de Mainz e três dias depois sua anexação à França revolucionária.
Durante este tempo, Caroline Böhmer engravidou do tenente Jean Baptiste Dubois-Crancé, de 19 anos, que estava estacionado em Mainz no início de 1793 como sobrinho do general francês d'Oyré e a quem se entregou em um noite de baile em fevereiro – “um filho de brasas e da noite”, como ela escreve. No dia 25 de março de 1793, Forster partiu para Paris para novas negociações políticas em nome da República de Mainz. Deixada sozinha e com a impressão da reconquista iminente de Mainz pelas tropas prussianas, Caroline Böhmer também deixou Mainz cinco dias depois. Ela estava acompanhada pela mãe e nora do principal jacobino de Mainz, Georg von Wedekind, seus filhos e irmã, Meta Forkel, e sua filha Auguste, de oito anos.

### Detenção e perseguição
No mesmo dia, Caroline Böhmer e seu companheiro foram parados pelos militares prussianos na vizinha Oppenheim e presos quando a conexão de Caroline Böhmer com os principais jacobinos de Mainz foi reconhecida. Além disso, devido à semelhança de nomes, ela foi considerada a esposa de seu cunhado Georg Böhmer. Primeiro ela foi mantida na fortaleza Königstein em Taunus, depois a partir de 14 de junho foi colocada em prisão domiciliar em Kronberg im Taunus. Ela temia que sua gravidez fosse descoberta e estava determinada a se matar se o fosse.
Parentes, amigos e conhecidos como os irmãos Friedrich e August Wilhelm Schlegel – mas não Wilhelm von Humboldt e Goethe –  tentaram obter sua libertação. A petição de seu irmão Gottfried Philipp Michaelis diretamente ao rei Friedrich Wilhelm II da Prússia finalmente trouxe sucesso. O monarca respondeu:
"Multíscio, especialmente querido. Não é de forma alguma minha vontade que pessoas inocentes compartilhem o merecido destino dos criminosos que foram presos no Königstein. Já de agora sou de vossa garantia que vossa irmã ali, a viúva do médico de montanha Boehme, não é culpada de nada, dispondo toda fé, ordenei ao major von Lucadow que a libertasse e a seu filho. Em resposta à vossa carta do dia 1º, faço isso conhecido e sou vosso mais gracioso Fr. Wilhelm."
Depois de se pagarem as despesas, Caroline e Auguste Böhmer foram libertas no dia 5 de julho de 1793. August Wilhelm Schlegel veio de Amsterdã e a trouxe de Kronberg para Leipzig e, finalmente, para um médico na cidade vizinha de Lucka. Lá, no dia 3 de novembro de 1793, ela deu à luz a seu filho Wilhelm Julius, sob um nome falso. Friedrich Schlegel visitou-a várias vezes, cuidou dela e foi um dos padrinhos. Comunicar-se com um oficial da França revolucionária era perigoso na época. Caroline Böhmer ousou se corresponder com o pai da criança, mas recusou sua oferta de casamento. Ela também não queria dar a criança a ele para adoção na França. Em vez disso, ela a criou em Lucka em janeiro de 1794 e inicialmente se mudou com sua filha Auguste à casa de amigos, o casal Gotter, em Gotha. Em cartas posteriores, ela descreve como ela e Auguste eram ligadas a Wilhelm Julius. Mas ela nunca mais viu o filho, que morreu em 30 de abril de 1795 de uma doença infecciosa.
Após sua libertação da prisão na Alemanha, Caroline Böhmer permaneceu socialmente condenada ao ostracismo como uma mulher “frívola” e “democrata” e consistentemente discriminada pelas autoridades. Uma contribuição para prejudicar sua reputação foi um pasquim publicado em 1793 sob o título Die Mainzer Klubbisten zu Königstein: Oder, die Weiber decken einander die Schanden auf. O autor anônimo, que está relativamente bem informado sobre as circunstâncias privadas na casa Forster, mostra Caroline Böhmer, Meta Forkel e as damas Wedekind na custódia da fortaleza em Königstein como mulheres grandiosas e excitadas que não têm mais nada em mente a não ser perseguir os homens umas das outras.

Quando visitou sua cidade natal, Göttingen, ela foi declarada uma pessoa indesejável por decreto. A mudança planejada para Dresden foi proibida desde o início. Isso foi o resultado de seu monitoramento oficial aparentemente completo, pelo menos no Reino de Hanôver. Essas medidas repressivas foram cuidadosamente determinadas de forma antecipada e permanente pela capital estadual, como é visto, por exemplo, em uma carta às autoridades de Göttingen de 1794:
"Ao pró-reitor Hofrat Feder de Göttingen. Acontece que a Dra. Böhmer, nascida Michaelis, que atualmente está em Gotha, se encontrou lá há algum tempo. Como não podemos permitir que fiquem em Göttingen, (...). Porém, se, ao contrário do que se suspeita, aparecer a multimencionada doutora, ela deverá ser removida imediatamente, e o pró-reitor terá de entregar este rescrito ao seu sucessor na mudança de pró-reitoria, para imitação."

### August Wilhelm Schlegel

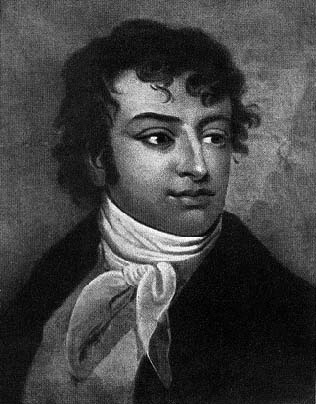
August Wilhelm Schlegel (por volta de 1800)

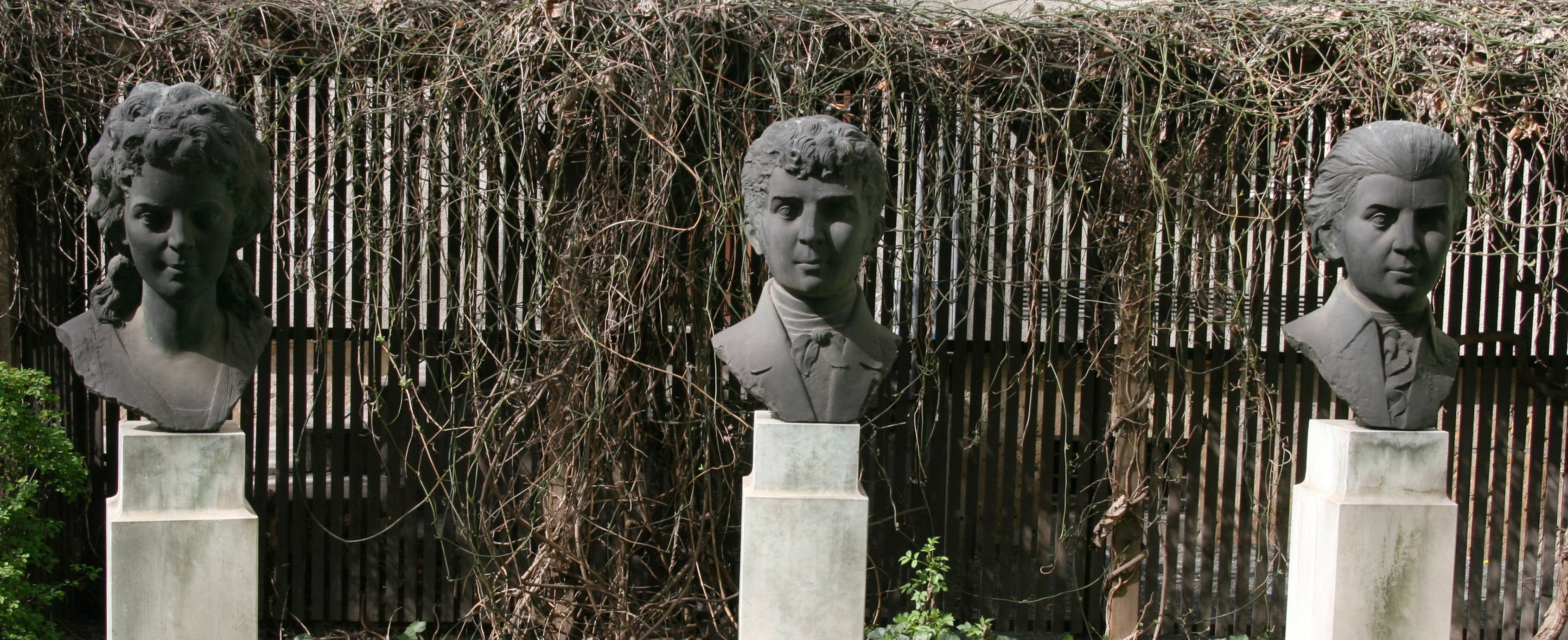
Os bustos de Caroline e dos irmãos Schlegel em Jena

Até mesmo velhos amigos se afastaram de Caroline Böhmer ou – como seus anfitriões em Gotha – sofreram pressão por causa dela. Em 1795, ela e sua filha Auguste encontraram acomodação improvisada com a mãe em Braunschweig. Poucos meses depois, August Wilhelm Schlegel chegou de Amsterdã. Também em consideração por sua difícil situação econômica e social, Caroline Böhmer casou-se com ele no dia 1º de julho de 1796; uma semana depois, mudaram-se para Jena, onde foram mais bem recebidos no meio acadêmico da cidade universitária. Goethe também lhe fez uma visita surpresa lá no dia 17 de julho, e, em dezembro, Caroline e August Wilhelm Schlegel foram passar alguns dias em Weimar.
Em princípio, porém, a perseguição política persistiu. Em 1800, o governo de Hanôver instruiu as autoridades em Göttingen:
"Ao pró-reitor, Conselheiro Consistorial Planck, e Hofrat Meiners de Göttingen. (...) Ouvimos de várias partes que o Professor August Wilhelm Schlegel de Jena chegará aí com sua esposa, a ex-viúva Böhmer, nascida Michaelis. (...) Então se a professora intecionar aí ficar mais do que alguns dias de passagem, você e o mesmo irão avisar os parentes dela e, se for o caso, ela mesma, que ela deve se retirar."
Portanto, não é surpreendente que Caroline Schlegel inicialmente tenha brincado com a ideia de emigrar para a América com o marido. No entanto, os irmãos Schlegel se tornaram cada vez mais o foco dos românticos de Jena. Para Caroline Schlegel, esse segundo casamento significou, em última análise, um retorno à sociedade civil. Ela participou ativamente do desenvolvimento literário do distrito.
Durante esse tempo, ela também trabalhou na tradução de Schlegel das obras de Shakespeare, em que Schlegel discutiu problemas de tradução com ela, ela selecionou variantes de tradução e produziu a cópia correta. Ela foi acusada de que suas contribuições muitas vezes pioravam ao invés de melhorar e de que ela tomava muita liberdade com o texto, mas no geral sua cooperação foi certamente uma ajuda para Schlegel, que estava trabalhando sob pressão de tempo. Entre 1797 e 1799, Schlegel e sua esposa traduziram seis das obras mais importantes e mais conhecidas de Shakespeare: Júlio César, Noite de Reis, Romeu e Julieta, A Tempestade, Hamlet e O Mercador de Veneza.
Houve ainda naquele período um afastamento entre Friedrich Schiller e os Schlegels (e, portanto, em última análise, os românticos como um todo), e a volta deles a Goethe. Ainda não está claro qual foi o momento essencial desse estranhamento. Por um lado, Schiller havia rompido seu relacionamento com August Wilhelm Schlegel, cujas primeiras traduções de Shakespeare apareceram no Horen, depois que Friedrich Schlegel criticou o Horen pelas muitas traduções que continha. Por outro lado, contradições filosóficas mais profundas entre as emergentes “escolas de poetas” dos românticos e clássicos podem ter sido a causa. Os românticos rejeitaram o idealismo rígido de Schiller e zombaram de seu pathos. Caroline Schlegel relata em 1799: “Mas ontem ao meio-dia quase caímos das cadeiras de tanto rir sobre um poema de Schiller, a canção sobre o sino”.
Afinal, a aversão que existia entre Caroline Schlegel e Charlotte Schiller desde o início também pode ter contribuído. No ambiente de Charlotte Schiller eles não faziam segredo de sua aversão a Caroline Schlegel, chamavam-na de "Dama Lúcifer" e "O Mal" e davam conselhos como o seguinte:
Os Schiller avisam que, assim que os Schlegel estiverem fora de casa, deves abrir todas as portas e janelas e, em seguida, atirar duas libras de pó de fumigação para que o ar da residente anterior seja purificado até o último suspiro. Os próprios Schillers gostariam de dar uma libra de pó de fumigação.
Caroline Schlegel pode ter sabido como se vingar (de forma mais sutil e com consequências de longo alcance) dando sua contribuição para o fato de Schiller ter sido desaprovado pelos românticos e de que Goethe foi visto como o "verdadeiro governador do espírito poético na terra" (de acordo com Friedrich Schlegel).
Em 1798, o filósofo Friedrich Wilhelm Joseph Schelling chegou a Jena. Como Novalis e Ludwig Tieck, ele também logo se associou à casa Schlegel. Um caso de amor se desenvolveu entre ele e Caroline, o que seu marido tolerou.

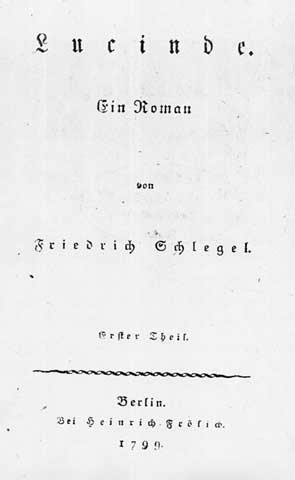
Lucinde (1799) de Friedrich Schlegel

Ainda em 1799, Caroline Schlegel desempenhou um papel importante no romance Lucinde de Friedrich Schlegel: ela teria sido retratada no capítulo "Anos de aprendizado da masculinidade". Mas então o relacionamento entre o cunhado e cunhada esfriou visivelmente – provavelmente também sob a influência de sua namorada Dorothea Veit – e se tornou uma inimizade aberta.

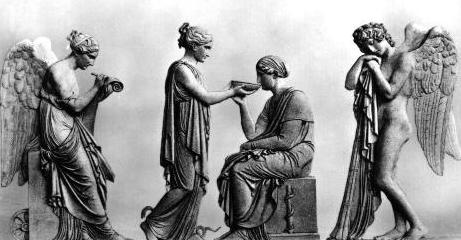
Thorwaldsen: Auguste Böhmer, entregando a sua mãe, Caroline, um recipiente para beber

No início de março de 1800, Caroline Schlegel adoeceu gravemente com uma "febre nervosa" (possivelmente tifo), que colocou sua vida em perigo por seis semanas. Em seguida, ela deveria se se recuperar na cidade francônia de Bad Bocklet, onde foi visitada em junho por Schelling, acompanhada por sua filha Auguste. Caroline Schlegel se recuperou, mas Auguste, que estava cuidando dela, adoeceu repentinamente com disenteria e morreu em 12 de julho de 1800. A morte prematura de Auguste causou consternação duradoura na vida cultural da época. A própria Caroline Schlegel foi esmagada pelo pesar: "Estou apenas meio viva e ando como uma sombra na terra".
Ela proibiu seu amor por Schelling e só queria vê-lo como um filho (espiritual). O pai espiritual deveria ser Goethe. Ela escreveu a Schelling: "Ele [Goethe] ama você como um pai, eu amo você como uma mãe, que pais maravilhosos você tem. Não nos ofenda." O desejo de Caroline Schlegel de uma tumba para sua filha não foi realizado inicialmente; só depois de sua morte Schelling o passou para o escultor dinamarquês Bertel Thorvaldsen. Embora ele tenha concluído o relevo em Roma, a obra não foi instalada em Bad Bocklet. Ele pode ser visto hoje no Museu Thorwaldsen em Copenhagen, uma cópia está no Kurmittelhaus em Bad Bocklet.

### Friedrich Schelling

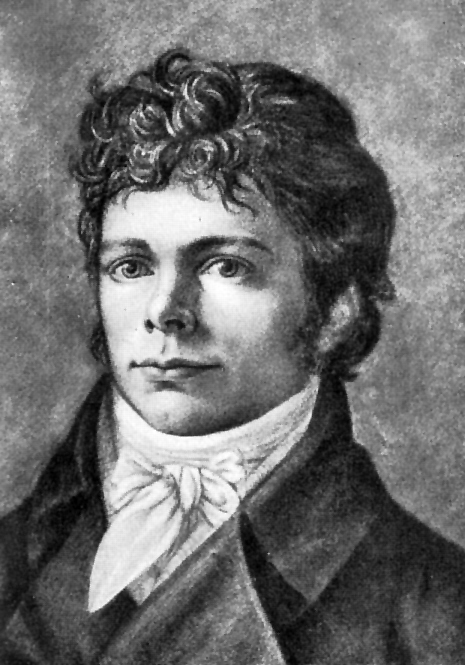
Friedrich Schelling (c. 1800)

August Wilhelm Schlegel foi de Jena a Berlim no final de 1800 para dar palestras particulares (não havia universidade lá naquela época, a atual Universidade Humboldt foi fundada apenas em 1809). Caroline Schlegel ficou para trás. O relacionamento deles continuou a esfriar, em vez disso, ela se encontrava primeiro junto de Schelling "semi-oficialmente". O casal concordou em se separar. Para evitar o longo caminho oficial com comparecimento pessoal ao tribunal, eles tentaram, com a ajuda de Goethe, fazer com que o soberano de Caroline, o duque Carl August von Sachsen-Weimar, determinasse o divórcio. O próprio Schelling fez com que um rascunho de Caroline Schlegel fosse enviado a Schlegel em Berlim em outubro de 1802, no qual o casal apresentava ao duque:
"Sereníssimo Duque, Mais Gracioso Príncipe e Senhor! (...) Desde que nos unimos há seis anos, ocorreram mudanças tão decisivas em nossas relações mútuas que nos vemos na posição de considerar uma separação jurídica de nosso vínculo, como uma necessidade igual e uma felicidade igual para ambos."
O duque aceitou o pedido, o divórcio foi a efeito no dia 17 de 1803. Já no dia 26 de junho de 1803 Caroline Schlegel e Friedrich Schelling casaram-se em Murrhardt. Ela o seguiu no mesmo ano, inicialmente na Universidade de Würzburg, que ficou sob supervisão da Baviera depois de 1803. Lá, o casal morava em uma casa fornecida pela universidade em proximidade aos recém-nomeados professores Paulus e von Hoven, que mantinham contato com os círculos em torno de Charlotte von Schiller em Weimar, e com Friedrich Schlegel, que agora estava em total desacordo com seu irmão e sentiu-se chamado a lutar contra a então apelidada "Mal", "Sra. Lúcifer", com todos os meios possíveis. Por exemplo, Paulus escreve: "É muito bom que nossa acomodação seja separada da deles por uma igreja, onde, de acordo com o costume católico, há fumigação diligente." Acima de tudo, as esposas dos professores participaram ativamente da correspondência dirigida contra Caroline: Henriette von Hoven se reportava à Sra. Schiller, e Dorothea Schlegel recebia fofocas da Sra. Paulus. Por exemplo, espalharam-se rumores de que Caroline estava tendo um relacionamento com o professor de zoologia Martin Heinrich Köhler.

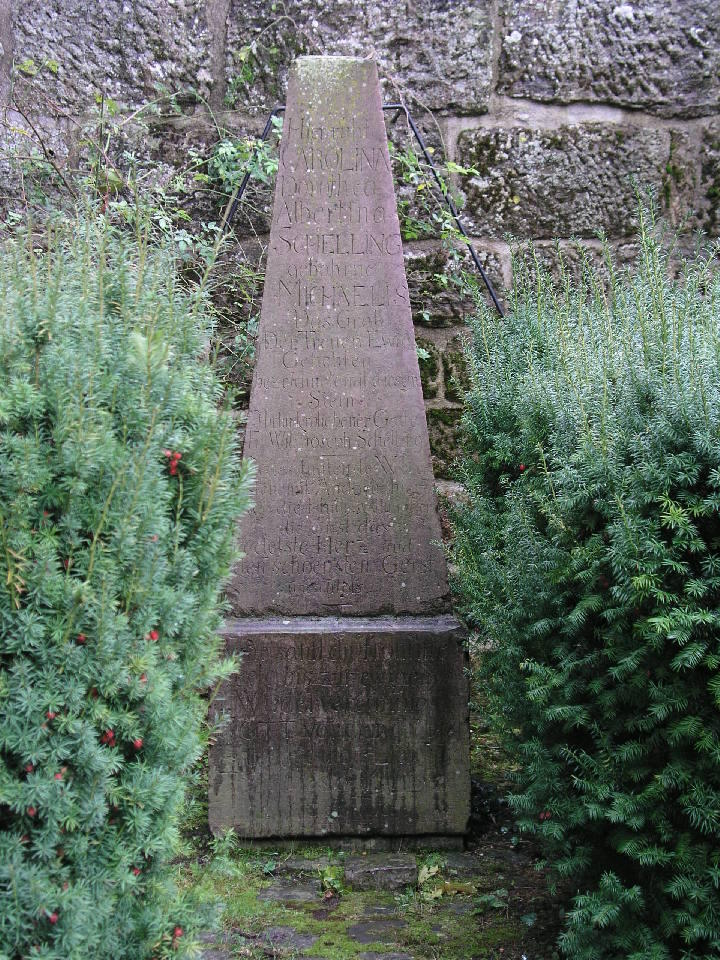
Obelisco no túmulo de Caroline Schelling em Maulbronn

Quando Würzburg caiu para o Habsburgo Ferdinando na Paz de Pressburg em 1806, que assim se tornou Grão-Duque de Würzburg, Schelling recusou-se a prestar juramento ao novo governo. Isso foi fácil para ele, na medida em que, além das queixas pessoais do casal Paulus e Hoven Schelling, a cidade católica de Würzburg não estava em uma boa posição. Os jovens padres eram proibidos de assistir às suas palestras e ele não podia esperar nada de um grão-duque dos Habsburgos como mestre da universidade. Em 1806, Schelling foi chamado para Munique.
Em maio de 1808, Schelling tornou-se secretário-geral da recém-fundada Academia de Belas Artes, com seu salário aumentado de 1.200 para 3.000 florins por ano, o que tornou possível uma vida relativamente confortável. O casal não teve muitos contatos sociais durante sua estada em Munique, além de Clemens e Bettine Brentano, e Ludwig Tieck com sua irmã, que estavam em Munique na época.
Durante uma visita aos pais de Schelling em Maulbronn, Caroline morreu no dia 7 de setembro de 1809 às 3 da manhã – assim como sua filha Auguste, sofria de doença diarreica na época. No dia 10 de setembro, ela foi enterrada no cemitério atrás da igreja do mosteiro Maulbronn. Um obelisco ali a rememora com a inscrição: “Descansa suavemente, tu alma piedosa, até a reunião eterna. Deus, diante de quem tu estás, recompensa em ti amor e lealdade mais fortes que a morte."
Em memória de Caroline Schlegel e do Círculo Romântico de Jena, a cidade de Jena entrega o Prêmio Caroline Schlegel cada três anos.

## Caroline, Auguste e Goethe
Sem dúvida, houve uma relação especial entre Caroline, sua filha Auguste e Goethe. Quando Goethe no dia 28 de setembro de 1783 estava hospedado na casa do pai dela em Göttingen, Caroline teve, para seu pesar, outros compromissos. Pouco depois, no entanto, ela relatou que estava de posse de um manuscrito do Ifigênia. No dia 10 de agosto de 1784, Goethe, na qualidade de ministro, foi visitar a indústria de mineração em Clausthal, onde Caroline e Wilhelm Böhmer moravam há algumas semanas. No entanto, ele passou a noite com o representante do governo local e partiu em 14 de agosto.  Um encontro pessoal entre Madame Böhmer e o Príncipe dos Poetas não pode ser provado durante este período. Nove meses depois, em 28 de abril de 1785, a primeira filho de Caroline, Auguste, nasceu. O biógrafo de Schelling Walter E. Ehrhardt afirmou, referindo-se a essa conexão temporal, que Auguste era filha de Caroline e Goethe, mas falhou em fornecer evidências concretas.
Depois de 1785, só sabemos de um encontro entre Caroline e Goethe em agosto de 1792, quando ele esteve três dias com Georg Forster na republicana Mainz, a caminho do envio do exército da coalizão monárquica contra a República Francesa. Nos anos posteriores, Auguste foi considerada sua "queridinha mimada". Após a morte prematura de Auguste, Goethe se ofereceu para contribuir com uma inscrição para seu túmulo e sugeriu que sua mãe colocasse uma urna com uma foto de Auguste em seu apartamento (o que Caroline recusou como insípido).
A tragédia inacabada de Goethe, Eugenie ou a Filha Natural, iniciada em 1801, pode ser vista como uma dedicação velada a Auguste, assim como a maneira como ele executou Íon de Schlegel. Não há evidências de que Goethe tenha participado da libertação de Caroline e Auguste da prisão na Fortaleza de Königstein. Mas quando Caroline foi mais tarde rispidamente atacada por representantes dos Clássicos de Weimar, Goethe escreveu apenas respeitosamente sobre ela. Ele foi, portanto, acusado de ter "afeição pela Schlegel". Quando ficou claro que o casamento de Caroline e Schlegel iria fracassar em 1803, Goethe ajudou os dois com o divórcio, fazendo seu pedido ao próprio soberano. Poucos meses antes de sua morte, Auguste havia começado a traduzir uma novela sobre o Tancredo de Boccaccio. Após a morte de Auguste, Goethe retirou-se para Jena e se dedicou a uma tradução do Tancrède de Voltaire – "em consideração à brevidade e transitoriedade da vida humana" (carta a Schiller de 25 de julho de 1800). Em 1830, quando Caroline já havia morrido, Goethe teria pedido a sua amiga Jenny von Pappenheim que não perdesse uma visita ao túmulo de Auguste em sua viagem.

## Obras
August Wilhelm Schlegel disse sobre Caroline em 1828 que ela tinha todos os talentos para brilhar como escritora, mas sem que sua ambição fosse direcionada a isso. Desde jovem, ela cultivava o apreço pela leitura, compulsando inclusive livros de filosofia, e tinha grande erudição, o que era incomum pra mulheres na época. Ela se correspondeu com grandes mentes em discussões no Círculo de Jena, fez crítica literária a filósofos e tornou-se uma musa que influenciou a Friedrich Schlegel e outros, além de ter feito um intenso epistolário, sobre o qual Friedrich afirma:
"Se a senhora devesse escrever um romance, então o que poderia ser impresso das suas cartas é demasiado puro, belo e delicado para eu querer que seja, por assim dizer, despedaçado em fragmentos e tornado superficial por estar desenraizado. Penso pelo contrário que seria possível para mim compor com as suas cartas uma única e grande rapsódia filosófica."
Franz Mucker diz:
“Ela demonstrou seu talento para escrever acima de tudo em suas cartas de proseio gracioso, permeadas de compreensão, imaginação, um verdadeiro senso de arte e espírito poético, temperadas com provocação e malícia delicada, as mais belas cartas de mulheres do apogeu de nossa literatura moderna."
Na maior parte do tempo, Caroline se contentava em trabalhar silenciosamente nos ensaios e resenhas de Schlegel, lendo livros estrangeiros para ele, esboçando seções individuais de seus ensaios e, de vez em quando, executando esses rascunhos com palavras que não mais exigissem que ele mudasse.
Teve papel fundamental no ensaio sobre Romeu e Julieta (1797) de Shakespeare, na avaliação de algumas peças e romances de Iffland, J. Schulz, Lafontaine (1798) e na diálogo "Die Gemälde" (1798). Acima de tudo, ela encorajou Schlegel a traduzir os dramas de Shakespeare repetidas vezes. Romeu e Julieta, Noite de Reis e em particular as traduções de Shakespeare para o alemão que foram elaboradas nos primeiros anos de seu casamento só passavam por suas mãos antes de chegarem ao impressor.
Em particular, Caroline escreveu resenhas independentes de obras de ficção que foram impressas em revistas como a Allgemeine Literatur-Zeitung e Athenaeum. Ela também contribuiu com um único Fragmento para o Athenaeum.
Depois de uma carta de seu noivo Schlegel para Schiller, ela também escreveu uma história por volta de 1796; além de piadas literárias e outras ninharias, apenas o rascunho fragmentário de um romance que supostamente retratava o desenvolvimento psíquico de uma mulher semelhante a ela sobreviveu.
Em 1801 ela traduziu um musical francês Philippe et Georgette de forma gratuita, mais tarde ela traduziu alguns dos sonetos de Petrarca; mas quase nada disso foi impresso.
Em uma carta de 1801 a Schelling, ela o motivou a elaborar seu sistema de idealismo:
"Se apenas você pudesse abrir para mim um caminho entre as cavernas e os cumes das montanhas para sua filosofia; um caminho ordenado e preciso pois, para mim não há nada mais fácil de que estar justamente lá onde a razão aferra a si mesma. Tudo o que escreveu nas cartas para mim acredito que o entendi muito bem, e agora seria excelente se você realizar algo do que falaste recentemente: uma representação imaginada para mim."
E contrastou sua inspiração à filosofia árida de Fichte:
"E se você rompeu um círculo do qual ele ainda não conseguiu sair, sou levada a acreditar que então você o fez não tanto como filósofo (...), mas na medida em que você tem poesia e ele não tem. Esta te guiou diretamente para o nível de produção, assim como a agudeza da percepção o guiou em direção à consciência. Ele possui a luz na sua luminosidade mais luminosa, mas você tem o calor também; aquela pode apenas iluminar, este produz."

## Biliografia

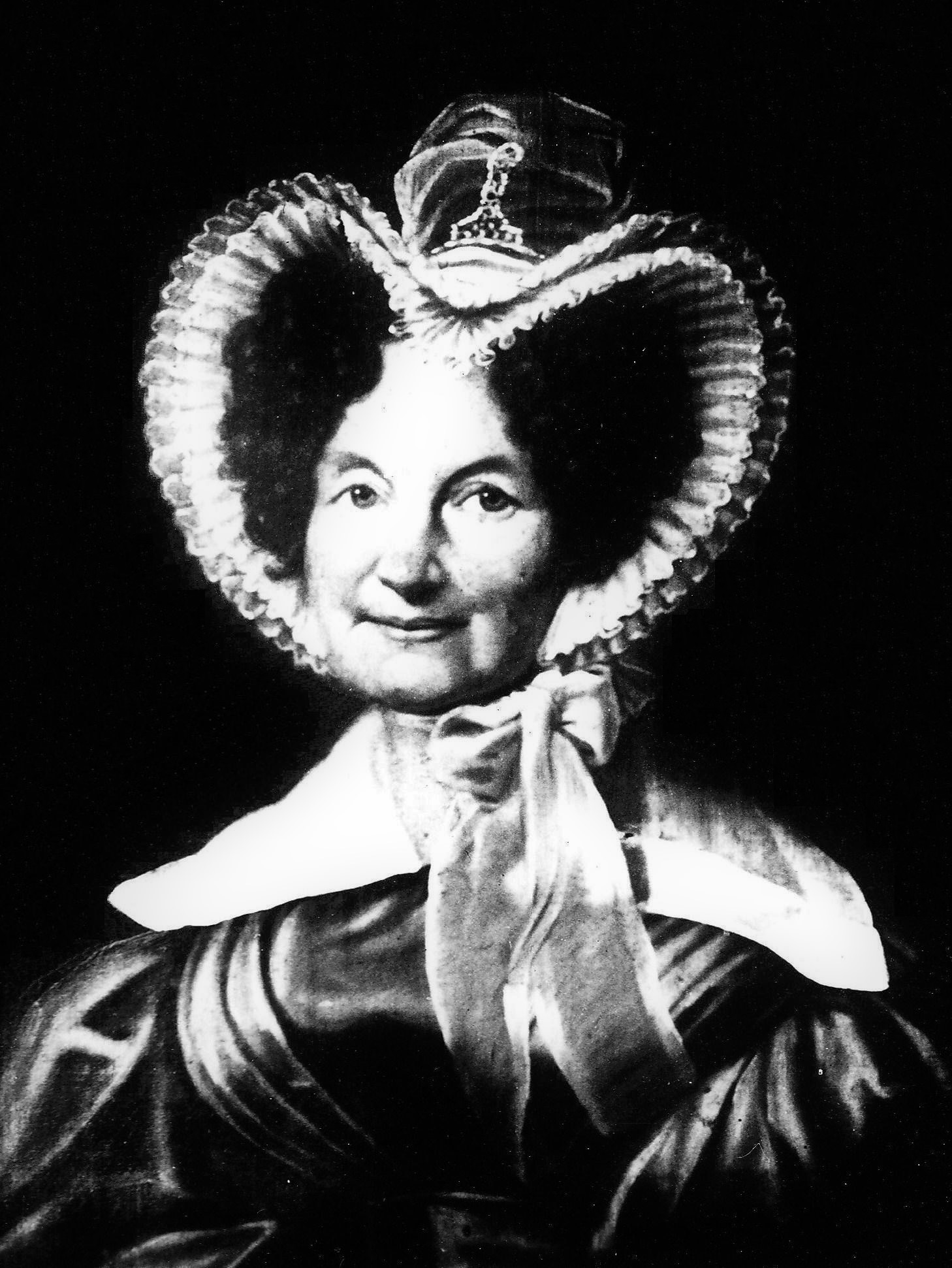
Luise Wiedemann, n. Michaelis

### Cartas
- Georg Waitz: Caroline: Briefe an ihre Geschwister, ihre Tochter Auguste, die Familie …. 2 Bde. Hirzel, Leipzig 1871.
- Erich Schmidt: Caroline. Briefe aus der Frühromantik. 2 Bde. Insel, Leipzig 1913.
- Sigrid Damm: Caroline Schlegel-Schelling. „Lieber Freund, ich komme weit her schon an diesem frühen Morgen“. Briefe. Luchterhand, Darmstadt 1988, ISBN 3-630-61303-9.
- Sigrid Damm: Caroline Schlegel-Schelling. Ein Lebensbild in Briefen. Insel, Frankfurt a. M., Leipzig 2009, ISBN 3-458-35120-5.

Uma fonte importante para a vida de Caroline são as memórias de sua irmã Luise:
- Luise Wiedemann: Erinnerungen von Luise Wiedemann, geborene Michaelis, der Schwester Carolinens. Nebst Lebensabrissen ihrer Geschwister und Briefen Schellings und anderer. Hgg. von Julius Steinberger. Vereinigung Göttinger Bücherfreunde, Göttingen 1929. Darin: Lebensabriß Caroline Albertine Michaelis, S. 77–85.

### Estudos
- Sabine Appel: Caroline Schlegel-Schelling: Das Wagnis der Freiheit. C.H.Beck, München 2013, ISBN 978-3-412-20282-8.
- Irma Brandes: Caroline. Lebensbild der Romantik. Ein biographischer Roman um Caroline Schlegel-Schelling. Fischer TB, Frankfurt 1978, ISBN 3-596-22031-9.
- Volker Ebersbach, ed. (2005). «Schelling, Dorothea Caroline Albertina von, geborene Michaelis, 1784–1796 Böhmer, 1796–1803 Schlegel, seit 1803 Schelling». Neue Deutsche Biographie (NDB) (em alemão). 22. 2005. Berlim: Duncker & Humblot. pp. 655 et seq..
- Volker Ebersbach: Caroline. Historischer Roman. Buchclub 65, Berlin 1989; wieder Ullstein TB, 1997, ISBN 3-548-30278-5.
- Gisela Horn: Mir kann nicht genügen an dieser bedingten Freiheit. Frauen der Jenaer Romantik. Jena 2013, ISBN 978-3-00-043496-9.
- Eckart Kleßmann: Caroline. List, München 1975, ISBN 3-471-77935-3.
- Eckart Kleßmann: „Ich war kühn, aber nicht frevelhaft.“ Das Leben der Caroline Schlegel-Schelling. Ullstein, Berlin 2009, ISBN 978-3-548-60838-9.
- Eckart Kleßmann: Universitätsmamsellen. Fünf aufgeklärte Frauen zwischen Rokoko, Revolution und Romantik. Die Andere Bibliothek Bd. 281. Eichborn, Frankfurt am Main 2008, ISBN 978-3-8218-4588-3.
- Klaus-Dieter Regenbrecht: Göttern und Menschen zum Troz – Ein Roman mit zahlreichen freien Adaptionen und Modificirungen div. Quellen. Tabu Litu Verlag Koblenz 2020, ISBN 978-3-925805-70-7.
- Martin Reulecke: Caroline Schlegel-Schelling. Virtuosin der Freiheit. Eine kommentierte Bibliographie. Königshausen & Neumann, Würzburg 2010, ISBN 978-3-8260-4349-9.
- Brigitte Roßbeck: Zum Trotz glücklich. Caroline Schlegel-Schelling. Pantheon, München 2009, ISBN 978-3-570-55085-4.
- Barbara Sichtermann: Ein freies Frauenzimmer. Caroline Schlegel-Schelling. Edition Ebersbach, Berlin 2013, ISBN 978-3-86915-066-6.
- Brigitte Struzyk: Caroline unterm Freiheitsbaum. Berlin 1988 (belletristische Darstellung)

### Filme
- “Glücklich will ich sein oder Die Kunst zu leben, Caroline Schlegel-Schelling”, um filme de Vera Botterbusch (www.verabotterbusch.de) com Tanja Kübler, Roman Dudler, Eva Mende, Silvia Fink, Thomas Koch, Angela Bohrmann, Oliver Boysen, 45 min., Bayerischer Rundfunk 1998.